# Maserati MSG Racing
 (avril 2017).
Si vous disposez d'ouvrages ou d'articles de référence ou si vous connaissez des sites web de qualité traitant du thème abordé ici, merci de compléter l'article en donnant les références utiles à sa vérifiabilité et en les liant à la section « Notes et références ».
L'écurie Maserati MSG Racing (anciennement ROKiT Venturi Racing) est une écurie de Formule E présente depuis 2014 dans le cadre du Championnat du monde de Formule E FIA. En 2023, Venturi laisse place à Monaco Sport Group Racing.

## Historique

### Venturi Racing (2014-2022)
Depuis la saison 2019-2020, Mercedes est le motoriste de l'équipe.
En 2021, l'écurie réalise une bonne saison avec deux victoires à Puebla et Berlin et cinq podiums.
En 2022, l'écurie monégasque engage le duo Edoardo Mortara (5e saison) et Lucas di Grassi (8e saison), ce dernier remplaçant Norman Nato qui se dirige vers le championnat du monde d'endurance FIA.
Venturi termine la saison 2022 avec le titre de vice-champion du monde FIA de Formula E avec 10 podiums et 5 victoires.

### Maserati MSG Racing (2022-présent)
Le 11 Janvier 2022, Maserati annonce publiquement sa participation au Championnat du monde de Formule E FIA dès la saison 2022-2023, et devient ainsi le tout premier constructeur Italien à faire son entrée en Formule E.
Le 7 Avril 2022, Maserati et Venturi signent un partenariat, permettant à Maserati de devenir le sponsor principal de l'écurie monégasque renommée MSG Racing dès la saison 2022-2023, qui conserve ses infrastructures à Monaco. Le nom de Venturi disparait, mais la structure de l'écurie reste la même. Le 3 Novembre, Maserati annonce Edoardo Mortara et Maximilian Gunther comme pilotes titulaires pour sa première saison en Formule E. 
N'étant pas la seule écurie venant du groupe Stellantis, c'est avec le groupe motopropulseur conçu par DS Automobiles, que Maserati équipera ses monoplaces (renommant cependant le moteur en Maserati).

## Résultats en championnat du monde de Formule E FIA
| Saison                   | Écurie                 | Pilotes                                          | Nombre de e-prix    | Meilleurs tours en course | Pole positions      | Podiums             | Victoires           | Points              | Classement          |
| 2015-2022 : Venturi      | 2015-2022 : Venturi    | 2015-2022 : Venturi                              | 2015-2022 : Venturi | 2015-2022 : Venturi       | 2015-2022 : Venturi | 2015-2022 : Venturi | 2015-2022 : Venturi | 2015-2022 : Venturi | 2015-2022 : Venturi |
| ------------------------ | ---------------------- | ------------------------------------------------ | ------------------- | ------------------------- | ------------------- | ------------------- | ------------------- | ------------------- | ------------------- |
| 2014-2015                | Venturi Formula E Team | Nick Heidfeld Stéphane Sarrazin                  | 11                  | 0                         | 0                   | 1                   | 0                   | 53                  | 9e                  |
| 2015-2016                | Venturi Formula E      | Stéphane Sarrazin Jacques Villeneuve Mike Conway | 10                  | 0                         | 0                   | 1                   | 0                   | 76                  | 6e                  |
| 2016-2017                | Venturi Formula E      | Stéphane Sarrazin Maro Engel Tom Dillmann        | 12                  | 1                         | 1                   | 0                   | 0                   | 30                  | 9e                  |
| 2017-2018                | Venturi Formula E Team | Maro Engel Edoardo Mortara Stéphane Sarrazin     | 11                  | 0                         | 0                   | 1                   | 0                   | 72                  | 7e                  |
| 2018-2019                | Venturi Formula E Team | Felipe Massa Edoardo Mortara                     | 11                  | 0                         | 0                   | 3                   | 1                   | 88                  | 8e                  |
| 2019-2020                | ROKiT Venturi Racing   | Felipe Massa Edoardo Mortara                     | 11                  | 0                         | 0                   | 0                   | 0                   | 44                  | 10e                 |
| 2020-2021                | ROKiT Venturi Racing   | Norman Nato Edoardo Mortara                      | 15                  | 1                         | 0                   | 5                   | 2                   | 146                 | 7e                  |
| 2021-2022                | ROKiT Venturi Racing   | Lucas di Grassi Edoardo Mortara                  | 16                  | 2                         | 2                   | 10                  | 5                   | 295                 | 2e                  |
| Depuis 2023 : MSG Racing |                        |                                                  |                     |                           |                     |                     |                     |                     |                     |
| 2022-2023                | Maserati MSG Racing    | Edoardo Mortara Maximilian Gunther               | 16                  | 1                         | 2                   | 4                   | 1                   | 140                 | 6e                  |
| 2023-2024                | Maserati MSG Racing    | Maximilian Gunther Jehan Daruvala                | 16                  | 1                         | 0                   | 2                   | 1                   | 81                  | 8e                  |

## Galerie

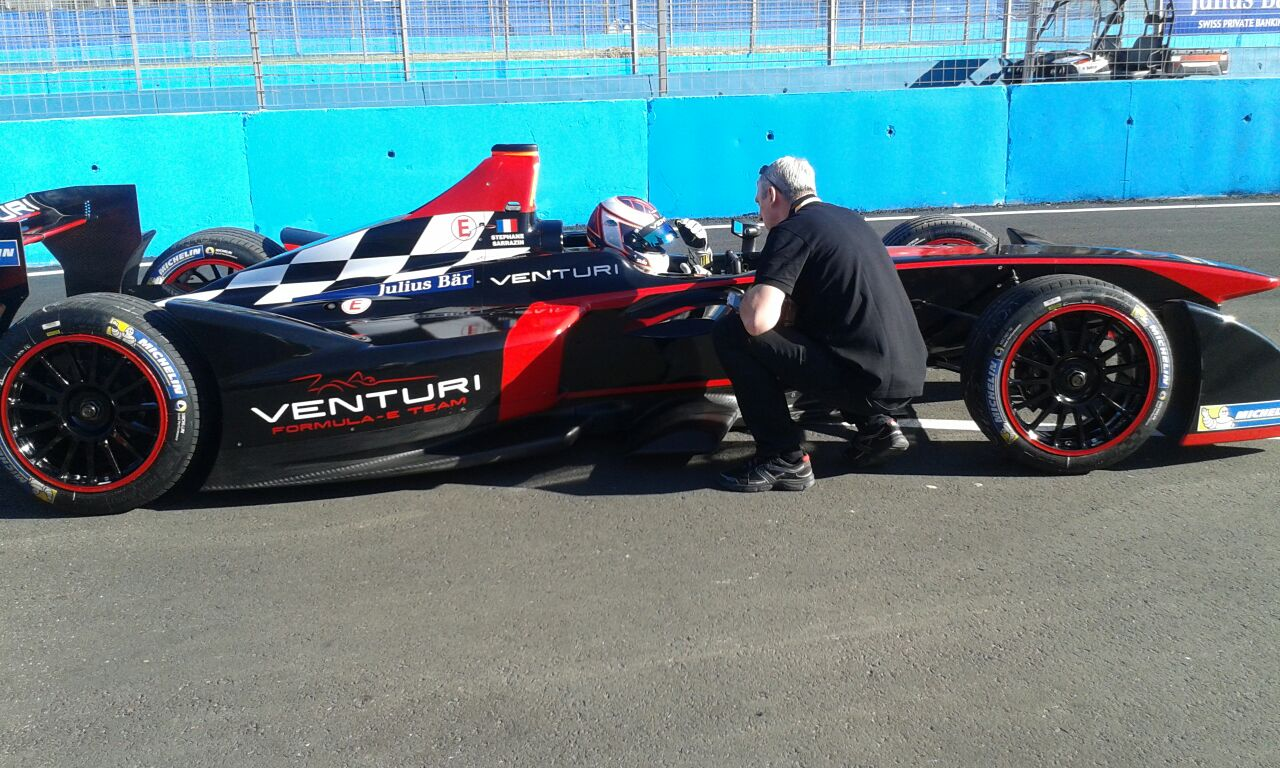
Stéphane Sarrazin en 2014.
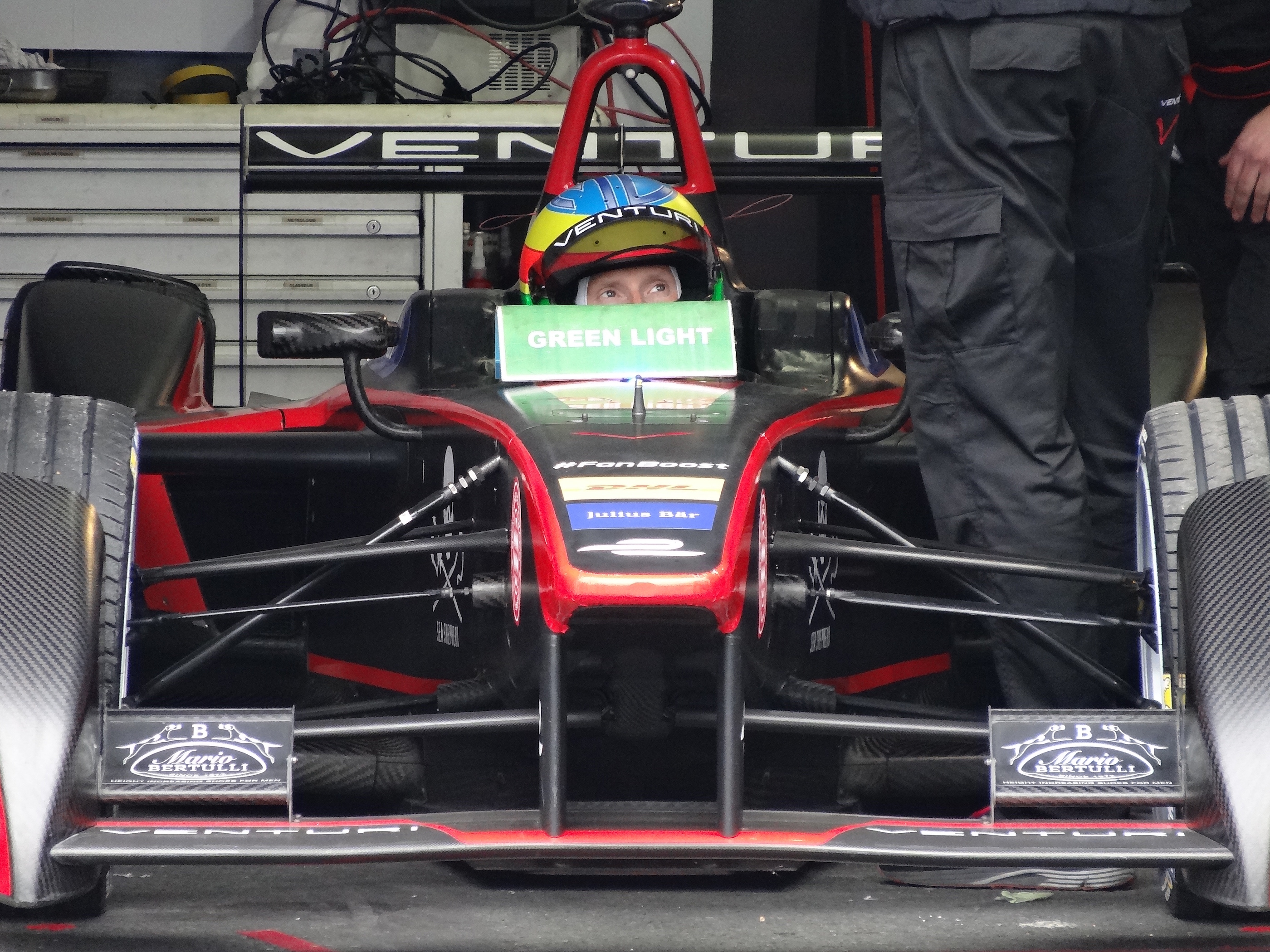
Mike Conway en 2016.
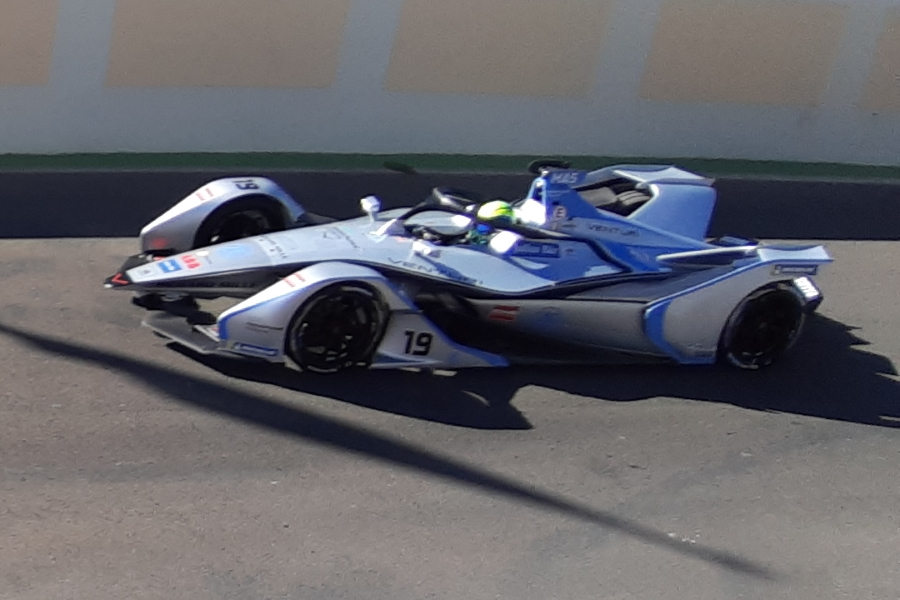
Felipe Massa en 2019.